# Village People
Village People je americká konceptuální disco formace, která vznikla v roce 1977. Skupina je známá svými podiovými kostýmy, které jsou vyobrazením amerických pracovních a společenských vrstev i chytlavou hudební produkcí. Skupinu vytvořil francouzský skladatel Jacques Morali; společně s producentem Henri Beloloem produkovali kapele Village People většinu hitů.
Původními členy seskupení byli: Victor Willis (postava policisty), Felipe Rose (postava indiánského náčelníka), Randy Jones (kovboj), Glenn Hughes (motocyklista), David Hodo (stavební dělník) a Alex Briley (americký voják). Při vydání skladby "In the Navy", která se původně měla stát součástí televizních a rozhlasových reklamních spotů vojenského náboru pro americké námořnictvo, byli Willis a Briley převlečení za admirála a námořníka.
Postavy, které představovali členové Village People, měly původně prezentovat ideály pro návštěvníky gay disko barů, ale jejich popularita se ve velmi krátkém čase rozšířila do hlavního proudu hudebního průmyslu. Mezi písněmi Village People se nachází několik klasických disko hitů, jako jsou například "Macho Man", "Go West", klasická klubová směs "San Francisco (You'Ve Got Me)"/"In Hollywood (Everybody is a Star)", již zmíněná "In the Navy", "Can not Stop the Music" a hlavně jejich největší hit "Y.M.C.A.".
V září 2008 získali hvězdu na Hollywoodském chodníku slávy (Hollywood Walk of Fame). S prodejem do 100 milionů nosičů patří formace Village People do seznamu nejprodávanějších hudebních umělců na světě.
Na konci roku 2024 zpěvák Victor Willis médiím potvrdil, že hit skupiny „Y.M.C.A.“ není hymna homosexuálů, a vyhrožoval, že zažaluje každého, kdo s tím nebude souhlasit.

## Sestava

### Originální sedmičlenná sestava
- Victor Willis (policista/admirál/sportovec/gigolo)
- Felipe Rose (Indián)
- Alex Briley (voják)
- Lee Mouton (motorkář)
- Mark Mussler (dělník)
- David Forrest (kovboj)
- Peter Whitehead

### 1977 až 1979
- Victor Willis (policista/admirál/sportovec/gigolo)
- Felipe Rose (Indián)
- Alex Briley (voják/námořník)
- Glenn Hughes (motorkář)
- David Hodo (dělník)
- Randy Jones (kovboj)

### 1979 až 1980
- Ray Simpson (policista)
- Felipe Rose (Indián)
- Alex Briley (voják/námořník)
- Glenn Hughes (motorkář)
- David Hodo (dělník)
- Randy Jones (kovboj)

### 1981 až 1982
- Victor Willis (policista)
- Ray Simpson (policista)
- Felipe Rose (Indián)
- Alex Briley (voják/námořník)
- Glenn Hughes (motorkář)
- David Hodo (dělník)
- Jeff Olson (kovboj)

### 1982 až 1984
- Miles Jaye (policista)
- Felipe Rose (Indián)
- Alex Briley (voják/námořník)
- Glenn Hughes (motorkář)
- Mark Lee (dělník)
- Jeff Olson (kovboj)

### 1984 až 1985
- Ray Stephens (policista)
- Felipe Rose (Indián)
- Alex Briley (voják/námořník)
- Glenn Hughes (motorkář)
- Mark Lee (dělník)
- Jeff Olson (kovboj)

### 1987 až 1990
- Ray Simpson (policista)
- Felipe Rose (Indián)
- Alex Briley (voják/námořník)
- Glenn Hughes (motorkář)
- David Hodo (dělník)
- Randy Jones (kovboj)

### 1990 až 1995
- Ray Simpson (policista)
- Felipe Rose (Indián)
- Alex Briley (voják/námořník)
- Glenn Hughes (motorkář)
- David Hodo (dělník)
- Jeff Olson (kovboj)

### 1995 až 2013
- Ray Simpson (policista)
- Felipe Rose (Indián)
- Angel Morales (Indián 2008 až 2010)
- Alex Briley (voják/námořník)
- Eric Anzalone (motorkář)
- David Hodo (dělník)
- Jeff Olson (kovboj)

### 2013 až 2017
- Ray Simpson (policista/admirál)
- Felipe Rose (Indián)
- Alex Briley (voják/námořník)
- Eric Anzalone (motorkář)
- Bill Whitefield (dělník)
- Jim Newman (kovboj)

### 2017 až 2018
- Victor Willis (policista/admirál)
- Angel Morales (Indián)
- Sonny Earl (voják)
- J. J. Lippold (motorkář)
- James Kwong (dělník)
- Chad Freeman (kovboj)

### 2018 až 2020
- Victor Willis (policista/admirál)
- Angel Morales (Indián)
- James Lee (voják)
- J. J. Lippold (motorkář)
- James Kwong (dělník)
- Chad Freeman (kovboj)

### 2021 až 2023
- Victor Willis (policista/admirál)
- Isaac Lopez (Indián)
- James Lee (voják)
- J. J. Lippold (motorkář)
- James Kwong (dělník)
- Nicholas Manelick (kovboj)

### od 2023
- Victor Willis (policista/admirál)
- Javier Perez (Indián)
- James Lee (voják)
- J. J. Lippold (motorkář)
- James Kwong (dělník)
- Nicholas Manelick (kovboj)

## Diskografie

### Studiová alba
| Název                      | Rok  |
| -------------------------- | ---- |
| Village People             | 1977 |
| Macho Man                  | 1978 |
| Cruisin'                   | 1978 |
| Go West                    | 1979 |
| Live and Sleazy            | 1979 |
| Can't Stop the Music       | 1980 |
| Renaissance                | 1981 |
| Fox on the Box             | 1982 |
| In the Street              | 1983 |
| Sex Over the Phone         | 1985 |
| A Village People Christmas | 2018 |